# Vuco III
Vuco III je treći studijski album hrvatskog glazbenika Siniše Vuce. Objavljen je 1997. u izdanju diskografske kuće Croatia Records.

## Popis pjesama
| Br. | Skladba            | Trajanje |
| --- | ------------------ | -------- |
| 1.  | »Danas je moj dan« | 3:38     |
| 2.  | »Curice u gradu«   | 2:51     |
| 3.  | »Zabluda«          | 4:54     |
| 4.  | »Sretan put«       | 3:33     |
| 5.  | »Gdje si sad«      | 5:05     |
| 6.  | »Nevjero«          | 3:21     |
| 7.  | »Vrijeme prolazi«  | 3:49     |
| 8.  | »U našem dvorištu« | 3:51     |
| 9.  | »Udavi me, udavi«  | 3:30     |
| 10. | »Pjesma ratnika«   | 5:32     |